# اهرپادا
اهرپادا (به انگلیسی: Aharpada) یک منطقهٔ مسکونی در هند است که در اوریسا واقع شده‌است.